# آب‌انبارها در غرب هرمزگان
آب آشامیدنی، عامل مهم حیاتی و اجتماعی مردم اکثر روستاهای ایران است. در تاریخ ایران‌زمین، آب عامل مهمی در شکل‌گیری و توسعه تمدن ایران بوده است. با مشاهده و مطالعه اسناد به‌جامانده می‌توان به این نکته اشاره کرد که بیش‌تر تمدن‌های بزرگ در کنار نهرها و رودخانه به‌وجود آمده‌اند. ایجاد تمدن قدیمی در ایران نیز از این امر مستثنی نبوده است.
در استان هرمزگان و جزیره‌های خلیج‌فارس ایران به آب‌انبار، برکه می‌گویند. به‌عنوان نمونه‌ای از جزئیات ساخت‌وساز و تاریخچهٔ این آب‌انبارها نگاهی به وضعیت آب‌انبارهای منطقه کوُخِرد در بخش کوخرد شهرستان بستک در استان هرمزگان می‌اندازیم.

## آب در منطقه کوُخِرد
در منطقه کوخِرد، تأکید بر آب باران به عنوان منبع اصلی تأمین آب آشامیدنی مردم این منطقه وجود دارد، و بنابراین آب باران از اهمیت بالایی برخوردار است. آب باران، هنگام بارش در برکه‌ها جمع‌آوری می‌شود و این برکه‌ها در کوخرد و مناطق روستایی آن، همچون سایر نقاط جنوب، به عنوان مطمئن‌ترین و رایج‌ترین منبع تأمین آب آشامیدنی شناخته می‌شود. ساخت برکه در باور مردم این منطقه اهمیت ویژه‌ای دارد، تا حدی که مفهوم کلمات خیر و خیرات در ساختن برکه مسجد خلاصه شده است و هر فردی اعم از زن یا مرد سعی داشته و دارد که پس از انجام فرایض دینی مانند نماز، روزه، زکات و حج در طول حیات خود در یکی از این دو اقدام خیر «برکه) یا (مسجد» شرکت داشته باشد (یا اینکه در حد توان و بنیه خود شخصاً اقدام به ساختن کرده یا در تعمیر و مرمت آن‌ها سهمی داشته باشد). البته در عصر حاضر ابعاد خیر به خصوص از جانب خلیج فارس‌نشینان این منطقه در سطح وسیعی گسترش یافته و ده‌ها حلقه چاه عمیق در زمینه تأمین آب در کوخرد و منطقه با هزینه شخصی حفر نموده‌اند؛ و جویای اقدامات و برنامه‌های اساسی تر برای آبرسانی هستند.
آب‌انبارها، در مناطق جنوب از ویژگی‌های خاصی برخوردارند، مثلاً آن‌ها را در مسیر رودخانه‌های فصلی یا آب باران بنا می‌کنند تا با ذخیره‌سازی آب، زمینه استفادهٔ آب آشامیدنی مخصوصاً در فصل تابستان که هوا گرم و مرطوب است فراهم شود. در حال حاضر با توسعه شهرها و گسترش آب لوله‌کشی باز هم آب‌انبارها در جنوب کشور مخصوصاً در مناطق هرمزگان در کنار جاده‌ها و پایه کوه‌ها و اطراف روستاها و در مسیر راه‌های ارتباطی به شکل گسترده‌ای نمایان هستند.

## برکه
در منطقه، آب انبارها که گنبدهای سفیدی دارند، به نام برکه شناخته می‌شوند. تعداد آن‌ها در داخل دهستان کوخرد به (۶۴ عدد) می‌رسد و در اطراف نیز آب انبارهای دیگری دارای گنبدهای سفید رنگ هستند که از سنگ وساروج یا سیمان ساخته شده‌اند و فضای بیرون آن‌ها را با گچ سفید شده است. عمق آبگیر برکه‌ها تا سطح زمین از ۳ متر تا ۱۲ متر و قطر آن‌ها از ۳ تا ۳۰ متر متغیر است. هر برکه دارای سه تا چهار دریچه است که از آن‌ها برای برداشت آب به‌وسیلهٔ سطل و طناب استفاده می‌کنند. همچنین هر برکه دارای یک تا سه دریچهٔ مخصوص و رود آب باران است. قسمت آبگیر برکه معمولاً به صورت استوانه یا مقطع دایره‌ای است، ولی گاهی با مقطع مستطیل نیز دیده می‌شود. سقف همه آن‌ها مقطع نیم دایره‌ای دارد. مطلب اساسی و قابل توجه در ساختمان این برکه‌ها موقعیت آن است. به این معنی که باید در مسیر جریان آب باران قرار گیرند و به اصطلاح، هر برکه‌ای دارای یک مَمَر و یا چند ممری است که آب باران آن حوالی را جمع‌آوری کرده و به داخل برکه هدایت می‌کند. این ممرها مانند خود برکه‌ها وقف و جزو اراضی عمومی بوده و تغییر و هرنوع تصرفی در آن‌ها ممنوع است. برکه‌ها به‌وسیله اشخاص خیرخواه ساخته شده و تعمیر و نگهداری می‌شوند و آب آنها نیز برای استفاده عموم وقف شده است.

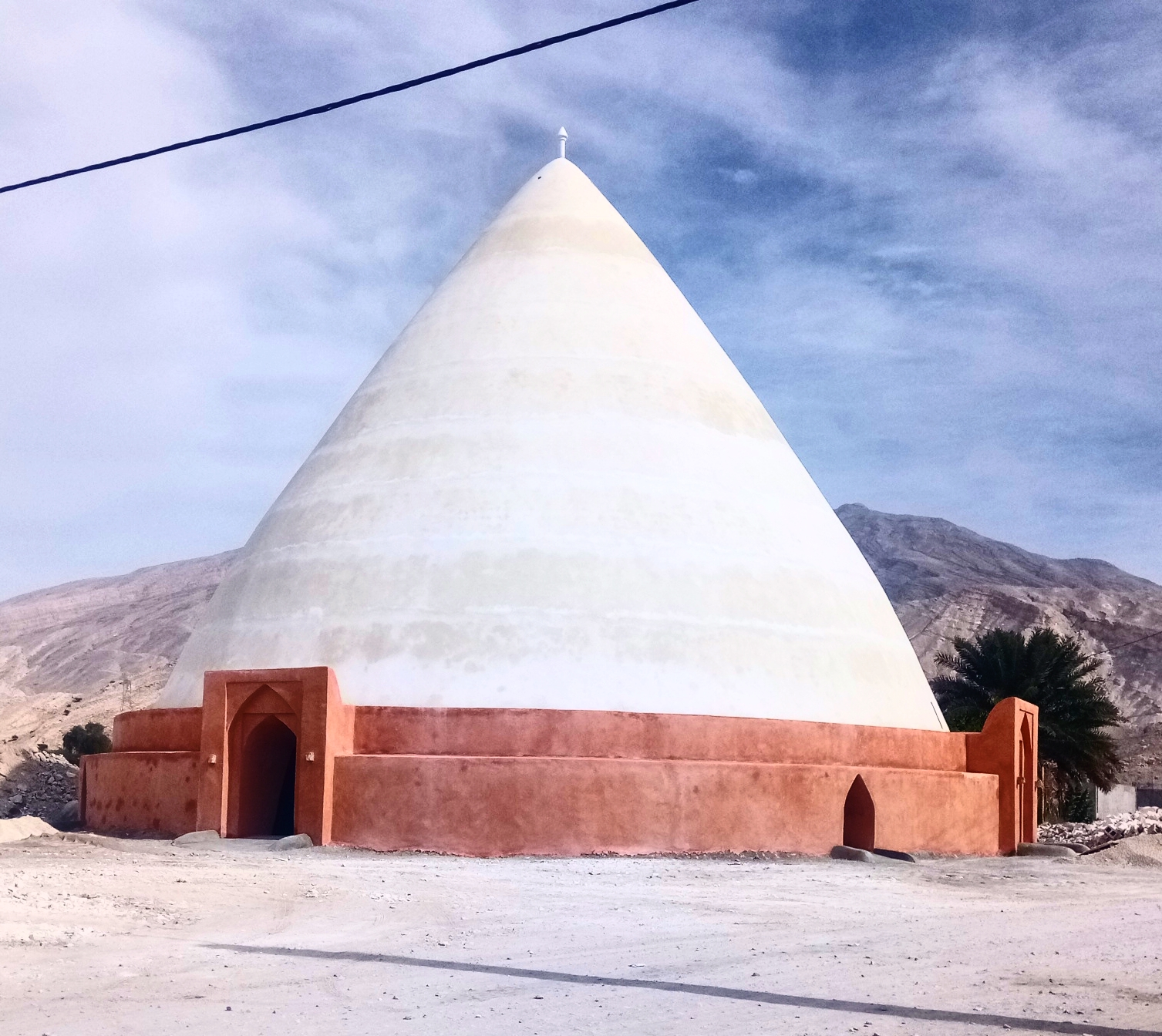
برکه شیخ بستک در استان هرمزگان مربوط به دوره قاجار

## وسیله آب‌رسانی
آب این برکه‌ها شیرین و در تابستان نسبتاً خنک است. معمولاً آب برکه برای راه‌های دور به وسیله حیوانات، به‌ویژه الاغ حمل می‌شود؛ ولی برای حمل به خانه، از وسیله‌ای به نام کندر استفاده می‌شد که متشکل از چوبی بود که روی دوش (کتف) قرار می‌گرفت و دو حلب آب در دو انتهای آن با طناب آویزان می‌شد. در گذشته، این کار توسط زن‌ها نیز انجام می‌شد، اما اکنون به‌وسیله تانکرهایی که با تراکتور کشیده می‌شوند، انجام شده و تا خانه حمل می‌شود.

## آب خنک پیش از ورود یخچال به منطقه
در زمان قدیم و پیش از ورود برق و یخچال به کوخرد و منطقه، در تابستان مردم صبح زود به برکه می‌رفتند و یک سطل پر از آب را به تهِ برکه هدایت می‌کردند. این سطل به یک طناب وصل بود و طرف دیگر طناب در بالا با سنگ یا چوب یا درخت که نزدیک برکه بود گره زده می‌شد. با این تدبیر می‌توانستند در تابستان به آب خنک دسترسی داشته باشند و آن آب خنک مانند آب یخ زده که در کوخرد به آن زیر آب می‌گفتند استفاده می‌شد.

## گذری بر تاریخچه آب‌انبارهای منطقه
به استناد سنگ‌نوشته‌هایی که در کوخرد یافت شده، تاریخ برکه از زمان زرتشتیان (گبرها) باز‌می‌گردد. همچنین آثاری که به جا مانده و برکه‌هایی که به شکل مستطیل (دراز) در غرب و شمال دهستان فعلی کوخرد وجود دارد، در زمان سیبه و در دوره حکمرانی زرتشتیان ساخته شده است. با گذشت زمان و افزایش تعداد جمعیت دهستان‌ها و روستاها و نیاز بیشتر مردم به آب، بر تعداد برکه نیز افزوده شده است. نام شماری از برکه‌های قدیمی و جدید دهستان کوخرد و توابع عبارت‌اند از:
- برکه‌های دِراز که پیش از اسلام ساخته شده است.
- برکه گرد که ۷۰۰ سال پیش‌ساخته شده است و در غرب دهستان کوخرد قرار دارد.

## برکه گِرد
- برکه شیخ عبدالرحمن بزرگ ۴۰۰ سال پیش‌ساخته شده است.
- برکه شیخ در محله قبله ۲۱۰ سال تاریخ دارد.
- برکه حاجی غلام رضا که معروف است به برکه سفید یا برکه لاری ۹۵ سال تاریخ دارد.
- برکه چهارتا بین کوخرد و روستای چاله در سال‌های متفاوت ساخته شده است.

صدها برکه که در کوخرد و اطراف کوخرد وجود دارد در زمان‌های متفاوت ساخته شده است.
هر سال تعدادی به برکه‌های موجود افزوده می‌شود و نیکوکاران هر سال برکه‌های جدیدی در کوخرد و اطراف کوخرد و منطقه می‌سازند برای آب آشامیدنی. و حفظ آب باران در هنگام باریدن
باران.

## فهرست منابع و مآخذ
- محمدیان، کوخری، محمد، “ «به یاد کوخرد» “، ج۲. چاپ اول، دبی: سال انتشار ۲۰۰۳ میلادی.
- محمدیان، کوخردی، محمد. (کوخرد سرزمین شاعران)  ج۱. چاپ اول، دبی: سال انتشار ۲۰۰۵ میلادی.
- درگاه فهرست آثار ملی ایران
- محمد، صدیق «تارخ فارس» صفحه‌های (۵۰ ـ ۵۱ ـ ۵۲ ـ ۵۳)، چاپ سال ۱۹۹۳ میلادی.
- دو اثر تاریخی بستک هرمزگان به فهرست آثار ملی کشور افزوده شد
- الکوخردی، محمد، بن یوسف، (کُوخِرد حَاضِرَة اِسلامِیةَ عَلی ضِفافِ نَهر مِهران Kookherd, an Islamic District on the bank of Mehran River) الطبعة الثالثة، دبی: سنة ۱۹۹۷ للمیلاد.